# بيني يدير هارمان
بيني يدير هارمان (من مواليد 19 سبتمبر 1962) سياسي إندونيسي وعضو في مجلس ممثلي الشعب لجمهورية إندونيسيا وعضو في الحزب الديمقراطي. أدلى هارمان بأخبار بعد رفض القانون الشامل الخاص بخلق فرص العمل ورفضه التعبير عن رأيه من قبل نائب رئيس مجلس النواب الشعبي عزيز صيام الدين.
أثناء دراسته للقانون في جامعة براويجايا كان نشطًا في اتحاد طلاب الجامعات الكاثوليكية في جمهورية إندونيسيا وشغل منصب رئيس فرع مالانج من عام 1985 إلى عام 1990. وهو أيضًا مؤسس ومدير جمعية المساعدة القانونية الإندونيسية من 1995 إلى 1998.
هارمان جزء من اللجنة الثانية لمجلس تمثيل الشعب.